# Hajnalka Tóth
Hajnalka Tóth (Békéscsaba, 27 agosto 1976) è una schermitrice ungherese, vincitrice di due medaglie d'oro, una d'argento e due di bronzo ai campionati mondiali di scherma.

## Palmarès
In carriera ha conseguito i seguenti risultati:
- Mondiali di scherma

La Chaux de Fonds 1998: bronzo nella spada individuale.
Seul 1999: oro nella spada a squadre.
Lisbona 2002: oro nella spada a squadre.
L'Avana 2003: bronzo nella spada a squadre.
Lipsia 2005: argento nella spada individuale.
- Europei di scherma

Bolzano 1999: bronzo nella spada a squadre.
Funchal 2000: argento nella spada a squadre.
Coblenza 2001: oro nella spada a squadre.
Mosca 2002: oro nella spada a squadre.
Copenaghen 2004: argento nella spada a squadre e bronzo individuale.
Zalaegerszeg 2005: argento nella spada individuale.
Smirne 2006: argento nella spada a squadre.